# FK Radnički Beograd
Fudbalski klub Radnički Beograd, također i kao Fudbalski klub Radnički Novi Beograd (srpski: ФК Раднички Нови Београд), Radnički, Radnički Beograd, Radnički Novi Beograd je nogometni klub iz Beograda, Republika Srbija. 
 
Klub je dio Sportskog društva Radnički Beograd.

## O klubu
Klub je osnovan 20. travnja 1920. godine kao BRSK (Beogradski radnički sportski klub). Klupske boje 1932. bile su crvena i crna, a klupska adresa Radnička zajednica. 
Nogometni klub je do Drugog svjetskog rata nastupao u natjecanjima Beogradskog loptačkog podsaveza. 

Nakon Drugog svjetskog rata, klub 1950. godine osvaja prvenstvo Treće savezne lige. U sezoni 1953./54. plasirao se u Prvu saveznu ligu, u kojoj do sezone 1965./66. igra devet sezona, osvojivši dva puta treće mjesto. U sezoni 1956./57., klub je došao do završnice Kup maršala Tita. Od 1966./67. se klub natjecao u Drugoj saveznoj ligi, Srpskoj ligi, Beogradskoj zoni, Međurepubličkoj ligi. Tijekom 1970-ih se klub seli na područje Novog Beograda, otkad se često i naziva Radnički Novi Beograd. 
 
Klub ponovno postaje prvoligaš u sezoni 1992./93. u prvenstvu SR jugoslavije, a posljednju prvoligašku sezonu igra 2004./05. u Superligi Srbije i Crne Gore. 
 
Klub je također nosio ime i po sponzorima – "Radnički Jugopetrol", "Radnički IMEL", "Radnički Elektron".

## Uspjesi
Kup maršala Tita
- finalist: 1956./57

Prva savezna liga SFRJ
- trećeplasirani: 1955./56., 1957./58.

Druga savezna liga SFRJ
- prvak: 1964./65. (Istok)

Treća savezna liga SFRJ
- prvak: 1950.

## Poveznice
- KK Radnički Beograd
- srbijasport.net, profil kluba